# 藤井秀司
藤井 秀司（ふじい しゅうじ、1976年1月30日 - ）は、日本の化学者。大阪工業大学工学部応用化学科教授。工学博士（神戸大学）。高分子学会高分子表面研究会運営委員 。日本接着学会国際交流委員会委員。表面技術協会ナノテク部会研究会元幹事。
大阪産業技術研究所・大阪商工会議所との共同推進機関OIT-P（Osaka Industrial Technology Platform; 地域産業技術プラットフォーム）のメンバー。
主な専門は、高分子化学・界面コロイド化学、バイオミメティクス・バイオテクノロジー（ナノコンポジット・ソフトマテリアルなど）。特に、バイオミメティクス材料分野に注目した「リキッドマーブル」の研究の第一人者の一人。
特に「アブラムシ」をヒントにして開発した（ドイツのマックスプランク研究所との共同研究）革新的な「粉末状の粘着剤」（リキッドマーブル）がヨーロッパで話題になり、イギリス王立化学会（RSC: Royal Society of Chemistry）が発行している学術誌「Materials Horizons」の表紙を飾った。

## 経歴
1994年大阪府立豊中高等学校卒業。1998年神戸大学工学部応用化学科卒業。2000年同大学大学院自然科学研究科修士課程修了。2003年同大学大学院自然科学研究科博士課程修了、工学博士（神戸大学）。その後、サセックス大学博士研究員、シェフィールド大学博士研究員を経て、2006年 大阪工業大学に着任。2017年より大阪工業大学工学部応用化学科教授。2022年同学科長。
主な所属学会は、高分子学会、日本接着学会、粉体工学会、近畿化学協会、日本化学会コロイドおよび界面化学部会など。
化学工学会第42回秋季大会（京都大学・東京工業大学がオーガナイザー）に招待スピーカとして、「高分子微粒子を分散安定化剤とした長寿命の気泡や水滴(ドライウォーター)について」講演、好評となった。
応用化学の啓蒙活動として、海外機関（マックスプランク研究所、マサチューセッツ大学アマースト校など）の有力研究者を招いて、「大阪工業大学界面化学研究会」・「応用化学科グローバルセミナー」を牽引している。海外大学（ニューカッスル大学等）との共同研究も積極的に行っている。
また、指導する応用化学科研究室の学生が、日本化学会コロイドおよび界面化学部会においてオンライン学生講演賞を受賞（2020）している。

## 主な受賞
- 高分子学会旭化成賞(2018)[13]
- 日本化学会コロイドおよび界面化学部会科学奨励賞(2013)[14]
- 日本接着学会論文賞(2009)/進歩賞[15]
- 大阪科学技術センターネイチャー・インダストリー・アワード特別賞(2012) [16]
- 第58回高分子研究発表会ヤングサイエンティスト賞(2012)

また、海外のサイエンス誌（NewScientist、Advanced Scienceなど）に研究記事が取り上げられている。

## 主な著書
- 高分子微粒子ハンドブック（共著、シーエムシー出版2017、学術書）[19]
- 新材料・新素材シリーズ 元素ブロック高分子（共著、シーエムシー出版2015、学術書）[20]
- 封止・バリア・シーリングに関する材料，成形製膜，応用の最新技術（共著、技術情報協会2021、学術書）
- エポキシ樹脂の設計技術と市場2022（共著、シーエムシー出版2022、学術書）[21]

## 主な研究
- ドイツのマックス・プランク研究所との応用化学分野での共同研究
  - 高粘度の液体状高分子の表面を固体微粒子で覆った革新的リキッドマーブル「粉末状の粘着剤」を開発（2015） - ヨーロッパで話題になり、イギリス王立化学会（ROYAL SOCIETY OF CHEMISTRY）が発行している学術誌「Materials Horizons」の表紙を飾った[22][23]。
  - 固体粒子で覆った液滴(リキッドマーブル)と光を組み合わせた新発想の物質運搬技術を開発（2016）[24]。
  - 世界で初めて、液体を固体粒子で覆った液滴（リキッドマーブル）を離れた場所から水面と固体面の“水陸両用”で動かす技術を開発（2017）[25]。
  - 環境に優しい省エネ型の高分子カプセル（マイクロカプセル）の新規合成法を開発（2018）[26]。
  - 表面を固体粒子で覆った液滴(リキッドマーブル)の形状を、自由自在にコントロールできる技術（多面体リキッドマーブル）を開発（2019）[27]。
- フランス国立科学研究センター(CNRS)とリール大学の共同研究所(UMET)との応用化学分野での共同研究
  - 液滴（リキッドマーブル）利用と光照射で反応を開始させることのできるマイクロ反応容器の開発（2022）[28] - 米国化学会(ACS)の学術雑誌「ACS Applied Materials & Interfaces」に論文が掲載[29]
- 昆虫の生態をヒントにエコな水中接着技術を開発（2020）[30]
- 層状ポリジアセチレンとドライリキッドの複合による圧縮刺激の可視・定量化（2021）- 慶應義塾大学との共同研究[31]
- 太陽光を当てるだけの環境にやさしく省エネで簡便なカーボンカプセル作製の新技術を開発 - 米国化学会学術雑誌「Langmuir」に論文が掲載（2021）。また、科学技術振興機構（JST）社会還元加速プログラム（SCORE）大学推進型（神戸大学と大阪工業大学の共同プロジェクト）で、本研究の技術開発を利用した大学発ベンチャーの創出を推進している[32][33][34]。

2022年11月、スタンフォード大学とエルゼビアによる世界で最も影響力のあるトップ2％の科学者を特定する包括的なリスト「標準化された引用指標に基づく科学者データベース（Updated science-wide author databases of standardized citation indicators）」が更新発表され、Career-long区分で、日本の大学研究者の1人として選出されている。